# Rosidor
Jean Guillemay du Chesnay, dit Rosidor, est un acteur et dramaturge français du XVIIe siècle.
Tout d'abord comédien dans la Troupe du Marais, Rosidor compose une tragédie en cinq actes intitulée La Mort du Grand Cyrus ou La Vengeance de Tomiris en 1662. On lui doit également une comédie Les divertissements du Temps ou la Magie de Mascarille et une autre pièce Les amours de Merlin en 1671, même si certaines sources datent ces pièces de 1691 et les attribuent à son fils Claude (le père et le fils partageant le même pseudonyme, ceci est une grande source de confusion). Rosidor joue dans la satire La critique des Satures de Monsieur Boileau en 1668, pièce rapidement interdite.
Rosidor devient chef d'une troupe qui s'installe en 1669 à la cour du Danemark où elle donne des représentations en français et en allemand. Toutefois la mort du roi Frédéric III en 1670 met fin à leur entreprise. La troupe se produit par la suite en Allemagne où elle est au service du Duc de Celle et en Italie.
Rosidor épouse Charlotte Meslier, fille du couple de comédiens formé par Mathias Meslier et Nicole Gassot, avec qui il a un fils : Claude-Ferdinand Guillemay du Chesnay qui sera lui aussi acteur.

## Œuvres
- La Mort du Grand Cyrus ou La Vengeance de Tomiris, Cologne ou Liège, Guillaume-Henri Streel, 1662.
- Les divertissements du Temps ou la Magie de Mascarille, Rouen, 1671.
- Les amours de Merlin, Rouen, 1671.